# Руднє-Миколаївська сільська рада
Руднє-Миколаївська сільська рада (Рудне-Миколаївська сільська рада, до 1946 року — Руднє-М'яколовицька сільська рада) — колишня адміністративно-територіальна одиниця та орган місцевого самоврядування у Ємільчинському районі Коростенської і Волинської округ, Київської та Житомирської областей Української РСР з адміністративним центром у селі Рудня-Миколаївка.

## Населені пункти
Сільській раді на час ліквідації були підпорядковані населені пункти:
- с. Омелуша;
- с. Рудня-Миколаївка;
- х. Поломи.

## Населення
Кількість населення ради, станом на 1923 рік, становила 1 025 осіб, кількість дворів — 217.
Кількість населення сільської ради, станом на 1924 рік, становила 1 171 осіб.

## Історія та адміністративний устрій
Створена 1923 року як Руднє-М'яколовицька сільська рада, в складі с. Рудня-М'яколовицька, слободи Омелуша та урочища Поломи Емільчинської волості Новоград-Волинського повіту Волинської губернії. 7 березня 1923 року включена до складу новоствореного Емільчинського району Коростенської округи. 20 липня 1927 року слоб. Омелуша та хутір Поломи підпорядковані новоствореній Омелуської сільської ради Емільчинського (згодом — Ємільчинський) району.
7 червня 1946 року, відповідно до указу Президії Верховної ради Української РСР «Про збереження історичних найменувань та уточнення і впорядкування існуючих назв сільрад і населених пунктів Житомирської області», сільську раду перейменовано на Рудне-Миколаївську через перейменування її адміністративного центру на с. Рудня-Миколаївська.
Станом на 1 вересня 1946 року сільська рада входила до складу Ємільчинського району Житомирської області, на обліку в раді перебувало с. Рудня-Миколаївська.
11 серпня 1954 року, відповідно до указу Президії Верховної Ради Української РСР «Про укрупнення сільських рад по Житомирській області», до складу ради включено с. Омелуша та х. Поломи ліквідованої Омелуської сільської ради Ємільчинського району
Ліквідована 11 січня 1960 року, відповідно до рішення Житомирського облвиконкому № 2 «Про зміни в адміністративно-територіальному поділі сільських рад в області», внаслідок об'єднання з Миколаївською та Осівською сільськими радами з підпорядкуванням населених пунктів Миколаївській сільській раді Ємільчинського району Житомирської області.